# Podosordaria tulasnei
Podosordaria tulasnei är en svampart som först beskrevs av Nitschke, och fick sitt nu gällande namn av Dennis 1957. Podosordaria tulasnei ingår i släktet Podosordaria och familjen kolkärnsvampar.  Arten är reproducerande i Sverige. Inga underarter finns listade i Catalogue of Life.